# J1407 b
J1407b — экзопланета (газовый гигант) или коричневый карлик, является единственным известным на сегодняшний день объектом в системе звезды 1SWASP J140747.93-394542.6.
Материнская звезда является звездой до главной последовательности (класс светимости IV, спектральный класс K, оранжевый) и удалена от Земли на 434 световых года (около 133 парсек) в направлении созвездия Центавра.
Объект был открыт командой специалистов Рочестерского университета (США) и Лейденской обсерватории (Нидерланды) с помощью наземных телескопов системы SuperWASP (Wide Angle Search for Planets) и польского проекта ASAS (англ.) транзитным методом в 2012 году.

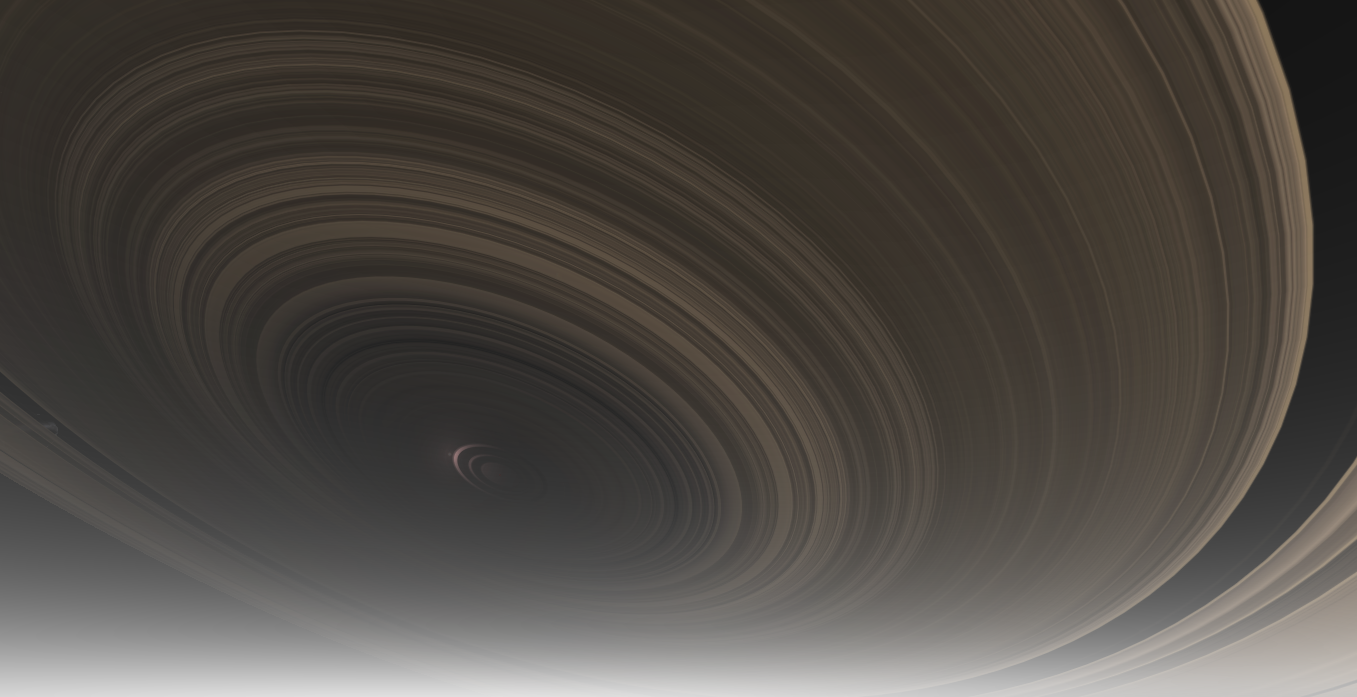
Вид на J1407b со спутника в представлении художника

1SWASP J1407 b имеет массу 20 ± 6 MJ , что свидетельствует о том, что объект скорее всего является коричневым карликом. В научном сообществе нет консенсуса, как классифицировать этот объект системы.
Система колец 1SWASP J1407 b является первой среди открытых за пределами Солнечной системы, и самой большой. Радиус самого большого кольца 1SWASP J1407 b оценивается в 0,6 а. е., что равно примерно 90 млн км. Для сравнения, радиус самого большого кольца Сатурна лишь около 480 тыс. км. Масса колец 1SWASP J1407 b примерно равна 7,34×1022 кг (для сравнения: масса Луны равна 7,36×1022 кг).